# Station Schirmeck-La Broque
Station Schirmeck-La Broque is een spoorwegstation in de Franse gemeente Schirmeck. Het staat nabij de grens met buurgemeente La Broque.